# فهرست نمایندگان رشت در مجالس قانونگذاری
این فهرستی است از نمایندگان حوزۀ انتخابیه رشت در ادوار گوناگون مجالس شورای ملی، سنا، مؤسسان و شورای اسلامی.

## مجلس مؤسسان
نمایندگان رشت در مجلس مؤسسان ایران عبارت بودند از:
- مهدی آستانه‌ای (دوره ۳، ۱۳۴۶ ه‍.ش)
- شیخ اسماعیل آیت‌الله‌زاده رشتی (دوره۱، ۱۳۰۴ ه‍.ش)
- غلامحسین بیگلربیگی (دوره ۲، ۱۳۲۸ ه‍.ش)
- بهاءالدین املشی (دوره ۱و ۲، ۱۳۰۴و ۱۳۲۸ ه‍.ش)
- ابوالقاسم امینی مجدی (دوره ۲، ۱۳۲۸ ه‍.ش)
- علی آقا چایچی (دوره ۱، ۱۳۰۴ ه‍.ش)
- حسین سمیعی (ادیب السلطنه) (دوره ۲، ۱۳۲۸ ه‍.ش)
- تاج الملوک سمیعی (دوره ۳، ۱۳۴۶ ه‍.ش)
- سید عبدالوهاب صالح ضیابری (دوره۱، ۱۳۰۴ ه‍.ش)
- دکتر یوسف صمدزاده (دوره ۳، ۱۳۴۶ ه‍.ش)
- سید عظیم عظیمی (دوره ۳، ۱۳۴۶ ه‍.ش)
- توران فتح‌الله‌زاده (دوره ۳، ۱۳۴۶ ه‍.ش)
- ابراهیم نبیل سمیعی (دوره ۳، ۱۳۴۶ ه‍.ش)

## مجلس شورای ملی

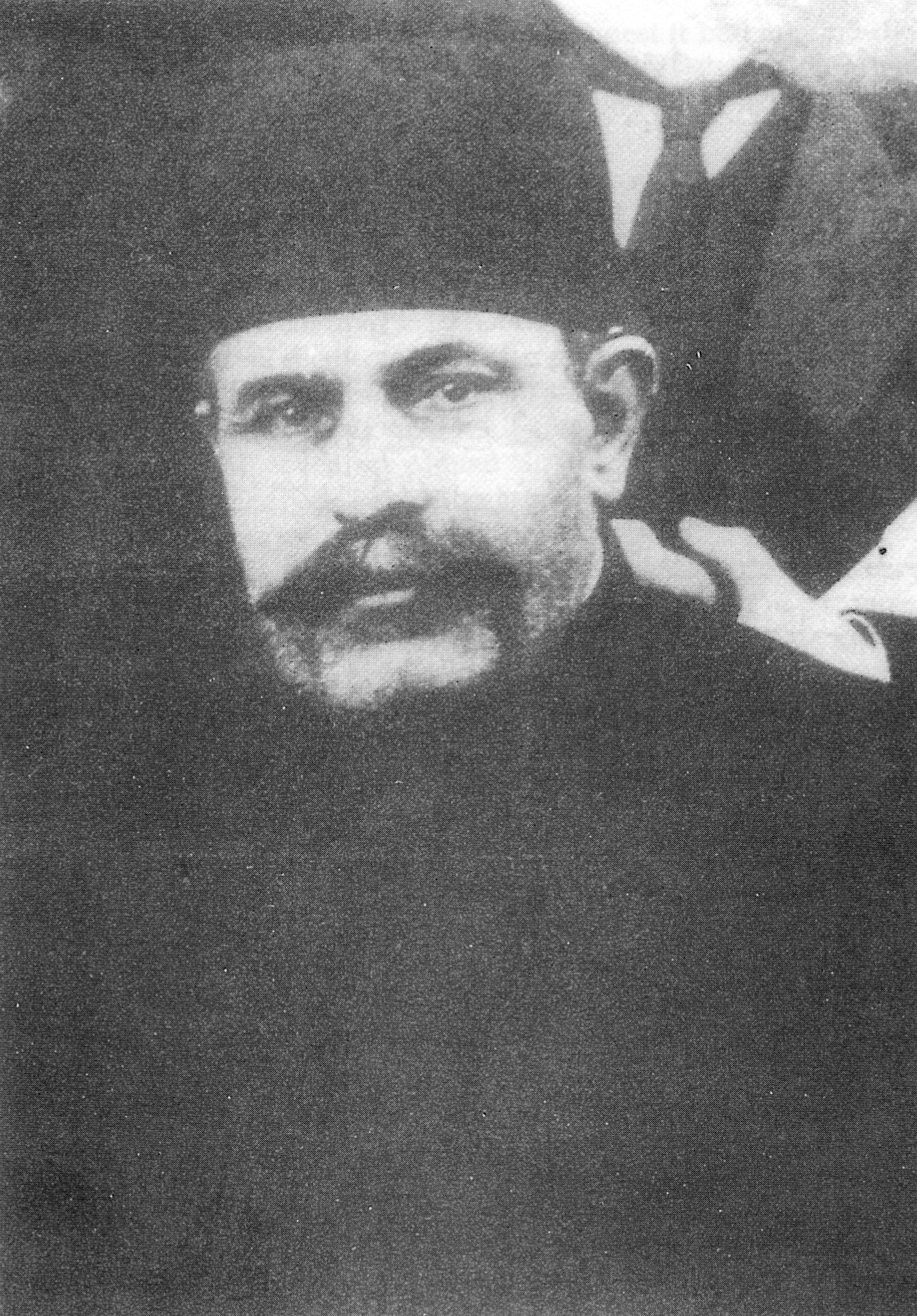
فتح‌الله خان اکبر، نماینده رشت در پنجمین دوره مجلس شورای ملی

اسامی نمایندگان رشت در ادوار مجلس شورای ملی به ترتیب الفبا به شرح ذیل می‌باشد:
- نیره ابتهاج سمیعی (دوره‌های ۲۱٬۲۲٬۲۳٬۲۴)
- مهدی احمد (۲۳)
- دکتر علی خان اصفهانی (پرتو اعظم)(۲)
- صادق خان اکبر (سردارمعتمد)(۳٬۴٬۵٬۸)
- فتح‌الله خان اکبر (سپهدار اعظم)(۴٬۵)
- حسن اکبر (۱۵٬۱۶)
- محسن اکبر (۱۸٬۱۹)
- اسماعیل اکبر (۲۰)
- ابوالقاسم امینی مجدی (۱۴٬۱۵٬۱۶)
- علیقلی خان سردار اسعد(۲)
- ابوالحسن پیرنیا (معاضدالسلطنه)(۲)
- محمود تقی‌زاده منظری (۲۴)
- مهندس کاظم جفرودی (۱۸٬۱۹٬۲۰)
- علی آقا چایچی (۹)
- شیخ حسن دانش (حسام الاسلام) (۱)
- محمدعلی خان رحمت آبادی (۱)
- غلامرضا رحمت سمیعی (۷٬۸٬۹٬۱۰٬۱۱٬۱۲٬۱۳)
- حاجی آقا میر رشتی (بحرالعلوم)(۱)
- سید محمود روحانی (۷)
- دکتر محمد ستاری (۲۴)
- جهانگیر سرتیپ پور (۲۱٬۲۲)
- حسین سمیعی (ادیب السلطنه) (۳)
- دکتر یوسف صمدزاده (۲۳)
- شیخ حسین فلک المعالی (۱)
- دکتر اسماعیل مرزبان (امین الملک) (۲)
- سید یحیی مروستی ندامانی (ناصرالاسلام)(۲)
- میر صالح مظفرزاده (۱۴)
- ابراهیم نبیل سمیعی (نبیل الملک)(۱۰٬۱۱٬۱۲٬۱۳)
- علی محمد وزیرزاده (شریف الدوله، بنی آدم) (۲)
- محمد وکیل التجار یزدی(۱٬۲)

## مجلس شورای اسلامی

### دورۀ اول
- حسن لاهوتی اشکوری
- رضا رمضانی خورشیددوست
- محمد خزاعی‌
- سید داود مصطفوی سیاهمزگی(پس از کشته شدن حسن لاهوتی، در انتخابات زود هنگام جایگزین او شد)

### دورۀ دوم
- سیدابوطالب حجازی کمساری
- محمد خزاعی‌
- سیدداود مصطفوی سیاهمزگی

### دورۀ سوم
- محمدباقر نوبخت حقیقی
- الیاس حضرتی
- علیرضا خاک

### دورۀ چهارم
- احمد نصرتی‌راد
- محمدباقر نوبخت حقیقی
- الیاس حضرتی

### دورۀ پنجم
- محمدباقر نوبخت حقیقی
- احمد رمضانپورنرگسی
- الیاس حضرتی

### دورۀ ششم
- محمدباقر نوبخت حقیقی
- احمد رمضانپورنرگسی
- محمد مؤدب‌پور

### دورۀ هفتم
- رمضانعلی صادق‌زاده
- هاجر تحریری نیک‌صفت
- مجتبی مؤدب‌پور

### دورۀ هشتم
- جبار کوچکی‌نژاد
- سید علی آقازاده دافساری
- حسن تأمینی

### دورۀ نهم
- حسن تأمینی
- غلامعلی جعفرزاده ایمن آبادی
- جبار کوچکی‌نژاد

### دورۀ دهم
- جبار کوچکی‌نژاد
- غلامعلی جعفرزاده ایمن آبادی
- محمدصادق حسنی جوریابی

### دورۀ یازدهم
- سید علی آقازاده دافساری
- جبار کوچکی‌نژاد
- محمدرضا احمدی سنگری